# أندري ألكسندروفيتش أوفتشنكوف
أندري ألكسندروفيتش أوفتشنكوف (بالروسية: Овчинников, Андрей Александрович)‏ هو لاعب كرة قدم روسي في مركز الوسط، ولد في 17 نوفمبر 1986 في Plavitsa ‏ في روسيا. لعب مع FC Spartak Tambov ‏.